# Cylindroiulus decipiens
Cylindroiulus decipiens är en mångfotingart som först beskrevs av Berlese 1886.  Cylindroiulus decipiens ingår i släktet Cylindroiulus och familjen kejsardubbelfotingar. Utöver nominatformen finns också underarten C. d. alzonai.